# Starokonstantynów
Starokonstantynów, dawniej Konstantynów (ukr. Старокостянтинів, trb. Starokostiantyniw) – dawne miasto rejonowe w obwodzie chmielnickim Ukrainy.
Miasto położone jest w widłach rzeki Słuczy i Ikopotu, które tworzą obecnie zalew. Historycznie miasto leży na Wołyniu.

## Historia

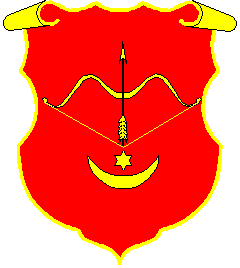
Historyczny herb miasta

Historycznym herbem miasta jest herb rodziny Ostrogskich – Bakłaj. Nowoczesna wersja herbu została zatwierdzona 28 lutego 2000 roku. Autorem jest Ołeksandr Pazymski.
Miasto założone zostało w 1525 przez księcia Konstantego Ostrogskiego na miejscu innej wykupionej osady i otrzymało nazwę Konstantynów. Obecna nazwa miasta obowiązuje dopiero od XIX wieku.
Dawniej wiódł tędy czarny szlak – jedna z trzech głównych dróg najazdów tatarskich pustoszących niemal co roku Rzeczpospolitą. Z tego powodu Konstanty Wasyl Ostrogski wybudował tutaj małą twierdzę w kształcie czworoboku. W lipcu 1648 miała tu miejsce zwycięska bitwa Polaków pod wodzą księcia Jeremiego Wiśniowieckiego przeciwko zbuntowanym Kozakom.
Prywatne miasto Stary Konstantynów, własność Konstantego Wasyla Ostrogskiego położone było w 1570 roku w powiecie krzemienieckim województwa wołyńskiego
Od 1569 do 1793 miejscowość leżała w granicach Korony Królestwa Polskiego, po czym została w II rozbiorze Polski zajęta przez Imperium Rosyjskie. W 1739 roku należał do klucza Konstantynów Lubomirskich.
W 1870 w miejscowości urodził się Jakub Weinles – polski artysta malarz, a w 1889 Mikołaj Prus-Więckowski – polski inżynier i generał Wojska Polskiego.
W roku 1918 leżał na obszarze działania oddziałów partyzanckich Feliksa Jaworskiego. Ważną postacią w tych trudnych czasach był ksiądz Anzelm Zagórski, proboszcz, organizator oświaty i komisarz powiatowy rządu Kiereńskiego, twórca Domu Polskiego.

Przez całą prawie zimę 1918 roku powiatowe miasteczko Starokonstantynów przepełnione było wypędzonymi z majątków obywatelami i bolszewickim wojskiem. Współżycie tak skrajnie różnych elementów byłoby nie do pomyślenia w czasach właściwego bolszewizmu, tj. w latach 1919, 1920 i dalszych....

Na początku roku 1918 zdobyty przez żołnierzy Jaworskiego, był świadkiem m.in. defilady wojskowej przed generałem Michaelisem.
W latach 1919–1920 pod zarządem polskim, wpierw jako część okręgu wołyńskiego, a następnie okręgu podolskiego. W 1920 burmistrzem miasta został Ignacy Puławski, późniejszy poseł na Sejm II RP.
Po zakończeniu wojny polsko-bolszewickiej miasto znalazło się w granicach ZSRR.
Podczas okupacji hitlerowskiej, w sierpniu 1941 roku Niemcy utworzyli getto dla żydowskich mieszkańców. Przebywało w nim około 1200 osób. 29 listopada 1942 roku Niemcy zlikwidowali getto, a Żydów zamordowali w lesie Nowickim. Sprawcami zbrodni byli niemieccy policjanci z 320. i 304. batalionu policji oraz ukraiński 101 batalion Schutzmannschaft.
Według spisu ludności z 2001 roku miasto liczyło 35 206 mieszkańców.

## Zabytki
- zamek[6] z XVI w., z przybocznym kościołem i dzwonnicą
- obronna wieża klasztoru dominikanów górująca nad okolicą
- klasztor kapucynów.

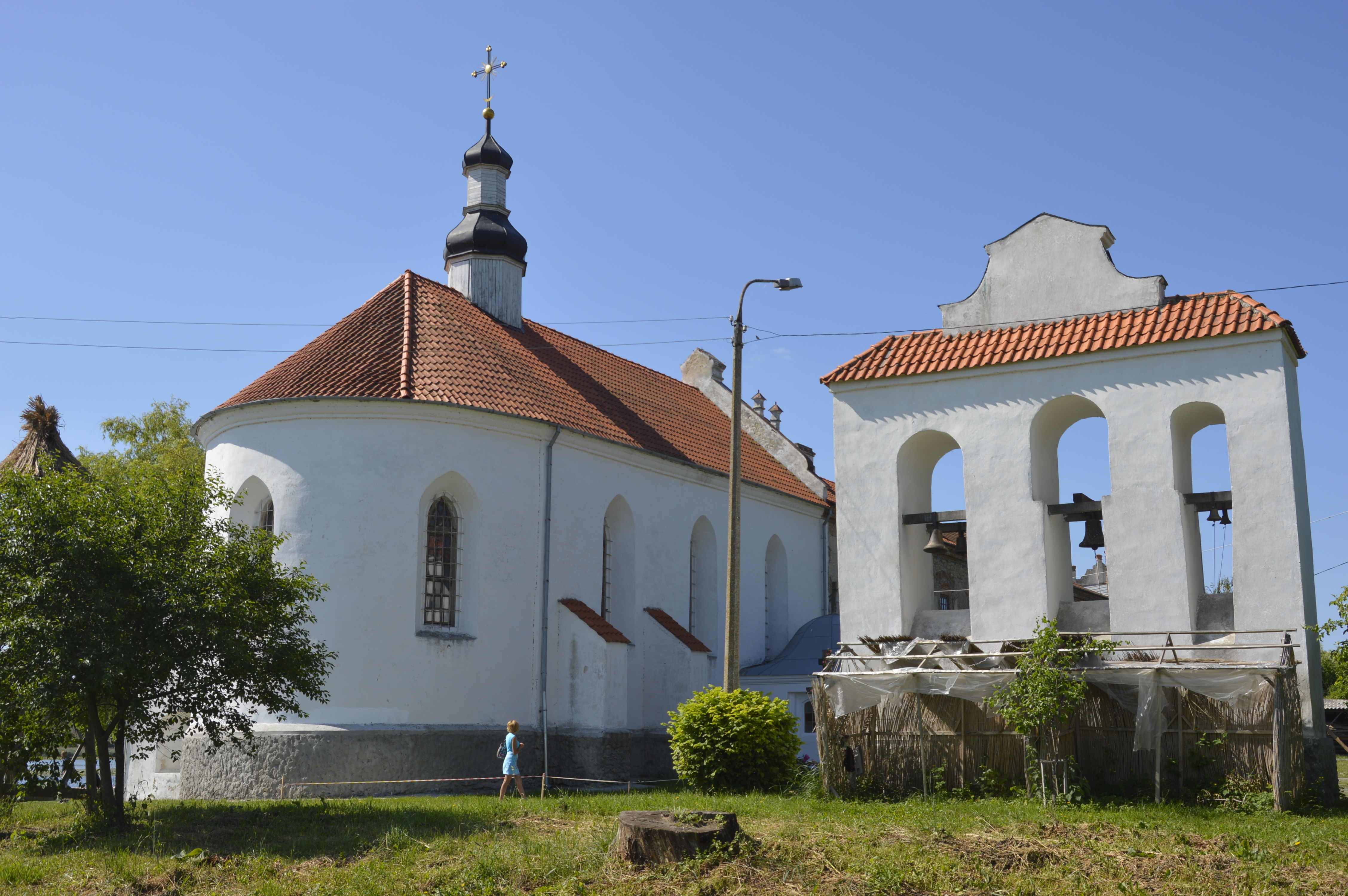
Dzwonnica przy zamku
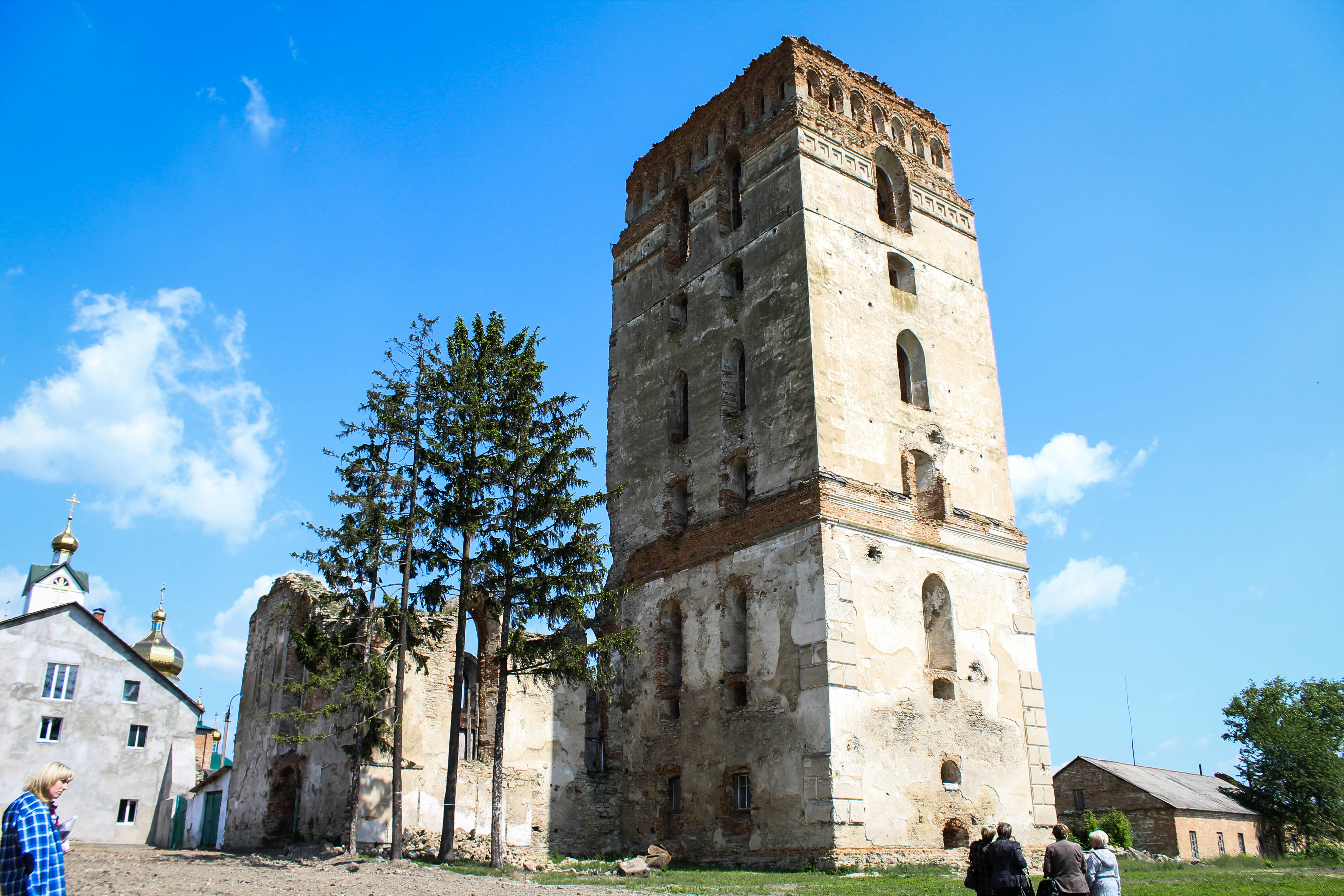
Wieża klasztoru dominikanów
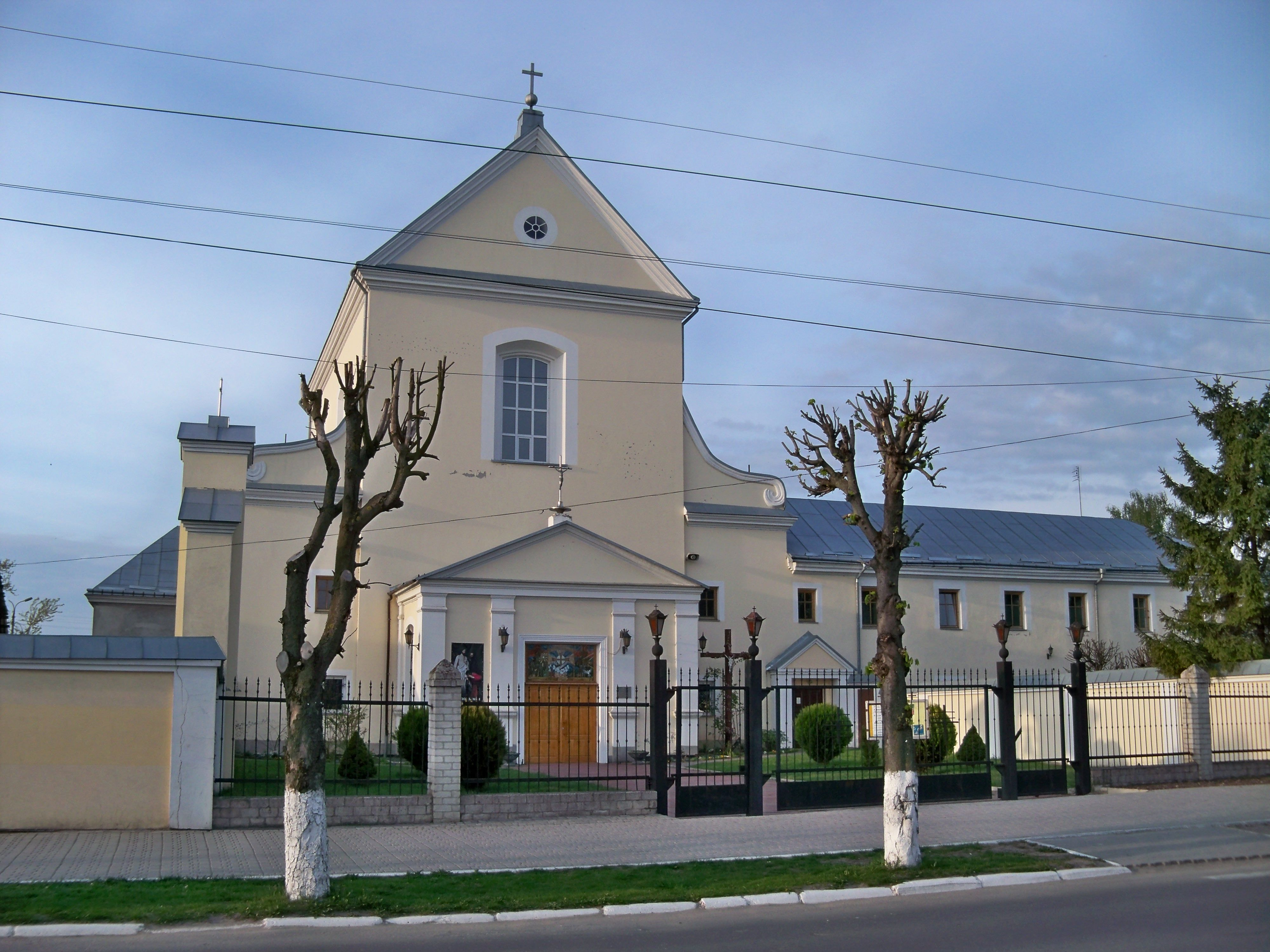
Klasztor kapucynów

## Edukacja i kultura
W Starokonstantynowie jest 9 szkół, w tym jedno gimnazjum i jedno liceum.

## Miasto w literaturze
Starokonstantynów pojawia się w przepowiedni Wernyhory. Według niej pod miastem Polacy mają ostatecznie zwyciężyć Rosjan.
(...) Moskale dwa razy na głowę pobici zostaną: raz pod Batowem (...), drugi raz pod Starym Konstantynowem w jarze Hanczarycha zwanym.
Miasto jest też głównym miejscem, w którym odgrywa się akcja autobiograficznej książki „Pożoga” Zofii Kossak-Szczuckiej, opisującej krwawe dzieje rewolucji bolszewickiej lat 1917–1919.